# Peñaranda de Duero
Peñaranda de Duero é um município da Espanha na província de Burgos, comunidade autónoma de Castela e Leão, de área  km² com população de 559 habitantes (2007) e densidade populacional de 9,00 hab/km².
O conjunto urbano está classificado como Conjunto Histórico-Artístico.
Localiza-se a 18 quilómetros de Aranda de Duero.

## Demografia
| Variação demográfica do município entre 1991 e 2004 | Variação demográfica do município entre 1991 e 2004 | Variação demográfica do município entre 1991 e 2004 | Variação demográfica do município entre 1991 e 2004 |
| --------------------------------------------------- | --------------------------------------------------- | --------------------------------------------------- | --------------------------------------------------- |
| 1991                                                | 1996                                                | 2001                                                | 2004                                                |
| 658                                                 | 617                                                 | 588                                                 | 583                                                 |

## Património
- Plaza Mayor
- Igreja de Santa Ana
- Palácio dos Condes de Miranda